# Autoplusia gammoides
Autoplusia gammoides är en fjärilsart som beskrevs av Blanchard 1852. Autoplusia gammoides ingår i släktet Autoplusia och familjen nattflyn. Inga underarter finns listade i Catalogue of Life.